# 盧基揚尼夫卡站
盧基揚尼夫卡站（羅馬化：Lukianivska  （ⓘ））是基輔地鐵瑟雷茨-佩切拉線的一個車站，開通於1996年12月30日。盧基揚尼夫卡站的建設計劃從1980年代早期就已經開始。

## 外部連結
- （乌克兰語） Kyivsky Metropoliten - Station description and Photographs
- （俄文） Metropoliten.kiev.ua - Station description and Photographs
- （捷克文） Zarohem.cz- Photographs